# Анализ хозяйственной деятельности
Анализ хозяйственной деятельности (АХД, англ. analysis of economic activity) — совокупность методов обработки экономической информации по комплексному изучению хозяйственной деятельности предприятий с целью повышения eё эффективности.

## Определение
Согласно БСЭ анализ хозяйственной деятельности — это комплексное изучение хозяйственной деятельности предприятий с целью повышения её эффективности.
В БРЭ анализ хозяйственной деятельности определяется как комплексное изучение процесса и результатов производственно-хозяйственной деятельности предприятий и индивидуальных предпринимателей с целью повышения эффективности его работы и/или управленческих решений, состоящая из совокупности методов обработки экономической информации.

## Классификация АХД
Анализ хозяйственной деятельности включает следующие виды анализа:
I. Управленческий анализ:
1) анализ в обосновании и мониторинге бизнес-планов:
- бизнес-планирование;
- бюджетирование (сметное планирование);
- анализ исполнения бюджетов (смет).

2) маркетинговый анализ:
- стандартные методы маркетингового анализа:

- эвристический метод;
- трендовый метод;
- статистический факторный анализ.
- специфические методы маркетингового анализа:

- анализ входа и выхода;
- пробный маркетинг;
- анализ скидок;
- SWOT-анализ;
- портфельный анализ;
3) комплексный экономический анализ эффективности хозяйственной деятельности:
- микроэкономический анализ;
- макроэкономический анализ:

- экологический анализ;
- анализ социальной сферы хозяйственной деятельности;
- анализ внешнеэкономических условий и связей предприятия.
4) анализ технико-организационного уровня развития производства:
- анализ научно-технического уровня производства:

- анализ технического уровня производства;
- анализ уровня технологии производства;
- анализ качества продукции.
- анализ уровня организации производства и труда:

- анализ организации производства;
- анализ организации труда.
- анализ организации управления предприятием:

- анализ эффективности управления;
- анализ структуры производства и управленческого труда;
- анализ сменности работы;
- анализ претензионной работы;
- анализ планирования, лимитирования и нормирования.
5) анализ использования производственных ресурсов:
- анализ средств труда:

- анализ структуры и динамики внеоборотных активов
- анализ оборачиваемости внеоборотных активов;
- анализ использования основных средств.
- анализ предметов труда:

- анализ структуры и динамики оборотных активов
- анализ оборачиваемости оборотных активов;
- анализ эффективности использования оборотных средств.
- анализ использования труда и заработной платы:

- анализ использования рабочей силы;
- анализ производительности труда;
- анализ оплаты труда.
6) анализ объёма продаж продукции:
- анализ структуры и динамики доходов;
- анализ доходов предприятия;
- анализ выполнения плана и динамики продаж продукции.

7) операционный анализ:
- анализ поведения затрат;
- анализ точки безубыточности:

- метод критической точки в многономенклатурном производстве;
- операционный рычаг и эффект операционного рычага.

II. Финансовый анализ:
1) инвестиционный анализ;
2) анализ прибыльности;
3) анализ рентабельности;
4) анализ ликвидности, платёжеспособности, устойчивости;
5) анализ собственного капитала;
6) анализ использования заёмных средств;
7) анализ и рейтинговая оценка предприятия.